# カナダ原子力公社
カナダ原子力公社（カナダげんしりょくこうしゃ、英語：Atomic Energy of Canada Limited、略称：AECL、フランス語：Énergie atomique du Canada limitée）は、1952年に設立されたカナダの国策会社。

## 沿革
カナダは第二次世界大戦中に米英と共同で原爆開発計画マンハッタン計画に参加していたが、やがてこれを離脱し、原子力の平和利用を目指した。
1942年、原子炉研究のために、カナダ国家研究評議会（National Research Council of Canada）のもとに、AECLの前身となる英国とカナダの共同研究所がケベック州モントリオールに設置された。
1945年、オンタリオ州のチョーク・リバー（Chalk River）にパイロットスケールの重水試験炉ZEEP（Zero Energy Experimental Pile）が完成したことにより、モントリオール研究所は翌1946年に閉鎖され、原子力研究はチョーク・リバー研究所に引き継がれた。1947年には、チョーク・リバー研究所で天然ウラン燃料のフルスケール重水研究炉NRX（National Research eXperimental）が運転を開始した。
1952年、カナダ連邦政府は原子力の平和利用に関する研究開発の中心的役割を果たす機関として、連邦政府の100%出資による国策会社であるAECLを設立した。AECLはチョークリバー研究所を引き継いでCANDU炉開発を本格化させ、1962年にはオンタリオ州ロルフトンに2万kWのCANDU実証炉NPD（Nuclear Power Demonstration）を完成。1971年には商業用CANDU炉の第1号となるピッカリングA発電所1号機（54.2万kW）が営業運転を開始した。
1957年、チョークリバー研究所で研究炉NRU（National Research Universal）が運転を開始。研究炉やCANDU炉を利用した放射性同位元素生産が進められた。高中性子フラックスを利用してモリブデン99（世界の60%を供給）をはじめとした様々な医療用放射性同位元素が生産されている。また、ガンマ線源として利用されるコバルト60は、医療用がNRUで、産業用が一部の発電用CANDU炉で生産されており、生産量は世界全体の85%に達している。
1963年、AECLの2カ所めの研究所としてマニトバ州ピナワにホワイトシェル研究所が開設され、放射性廃棄物の処分に関する研究開発が重点的に開始された。カナダでは使用済み燃料は再処理せず、直接処分する方針がとられており、1978年、ホワイトシェル研究所に使用済み燃料の地層処分に関する基礎研究のための地下研究施設URL（Underground Research Laboratory）が併設され、原位置試験が開始された。
1988年、放射性同位元素・関連機器の生産・販売部門が民営化され、MDSヘルスグループにより買収されてMDSノルディオン（MDS Nordion）社となっている。
1998年、ホワイトシェル研究所は廃止され、研究炉や施設の廃止措置が進められているが、放射性廃棄物処分の研究・開発を進める地下研究施設は継続利用されている。その他の研究開発は、チョークリバー研究所に統合中である。
2002年6月、既存のCANDU炉より一層の低コスト化や高信頼性を実現した次世代炉ACR（Advanced CANDU Reactor）を発表した。